# Oxytropis prenja
Oxytropis prenja är en ärtväxtart som först beskrevs av Günther von Mannagetta und Lërchenau Beck, och fick sitt nu gällande namn av Günther von Mannagetta und Lërchenau Beck. Oxytropis prenja ingår i släktet klovedlar, och familjen ärtväxter. Inga underarter finns listade i Catalogue of Life.